# Живодовка (городское поселение посёлок Середейский)
Живодовка — железнодорожная станция в Сухиничском районе Калужской области России. Входит в состав  городского поселения «Посёлок Середейский».

## География
Железнодорожная станция находится в центральной части Калужской области, в зоне хвойно-широколиственных лесов, в пределах Барятинско-Сухиничской равнины, на берегу реки Песочинка, на расстоянии примерно 15 километров (по прямой) к юго-западу от города Сухиничи, административного центра района. 

### Климат
Климат характеризуется как умеренно континентальный, с тёплым летом и умеренно морозной снежной зимой. Среднегодовая многолетняя температура воздуха составляет 4 — 4,6 °С. Средняя температура воздуха самого тёплого месяца (июля) — 18 °C (абсолютный максимум — 38 °C); самого холодного (января) — −8,2 — −6 °C (абсолютный минимум — −46 °C). Безморозный период длится в среднем 149 дней. Среднегодовое количество атмосферных осадков составляет 654 мм, из которых 441 мм выпадает в период с апреля по октябрь. Снежный покров держится в течение 139 дней.

### Часовой пояс
Железнодорожная станция Живодовка, как и вся Калужская область, находится в часовой зоне МСК (московское время). Смещение применяемого времени относительно UTC составляет +3:00.

## Население
| 2002 | 2010 | 2014 | 2016 | 2017 | 2018 | 2019 |
| ---- | ---- | ---- | ---- | ---- | ---- | ---- |
| 37   | ↘20  | ↘12  | ↘6   | ↘4   | ↘0   | ↗5   |
| 2020 | 2021 |      |      |      |      |      |
| ↗11  | ↗13  |      |      |      |      |      |

### Национальный состав
Согласно результатам переписи 2002 года, в национальной структуре населения русские составляли 78 % из 37 человек..

## Инфраструктура
В железнодорожной станции 1 улица - Казарма 271 километр.